# Eagleville (contea di Centre, Pennsylvania)
Eagleville è un census-designated place (CDP) degli Stati Uniti d'America, situato nello stato della Pennsylvania, nella contea di Centre.